# コンキスタドールシエロ
コンキスタドールシエロ（Conquistador Cielo、1979年 - 2002年）はアメリカの競走馬、種牡馬である。大種牡馬ミスタープロスペクターの初期の代表産駒の一頭。馬名はスペイン語で「天空の征服者」という意味。

## 戦績
1981年6月のメイドン（未勝利戦）でデビューし3着。次走を8馬身差で圧勝し初勝利を挙げると、G2サラトガスペシャルステークスにも勝ち初重賞制覇。この後G2サンフォードステークスで4着に敗れたあと小さな亀裂骨折が見つかり、休養に入った。
1982年2月の一般競走で復帰するが4着。次走では2着に4馬身差をつけて勝利し復活を飾った。だが、再度故障が発生し、ふたたび休養に入る。結局ケンタッキーダービーには出ることができず、復帰は5月の一般競走となった。これを3馬身差で快勝し、次走も11馬身差の圧勝。そして初G1挑戦、古馬との初対戦となったメトロポリタンハンデキャップで2着に7馬身差をつけ圧勝、1600mを1.33.0というレコードタイムでの勝利だった。そして、陣営はここで連闘で三冠最終戦ベルモントステークスへの出走を表明する。1600mのG1をレコード勝ちのあと連闘で2400mのG1、しかも三冠レースに出走するという常識外れなローテーションだったが、ここでケンタッキーダービー馬ガトデルソルに14馬身差の大差で逃げ切るという驚愕のレースを見せた。これにより一躍全米のスーパーホースとなったコンキスタドールシエロは、この後もG2、G3を連勝。すでにこのとき総額3640万ドル（約94億円）でシンジケートが結成されることが決まっている。しかし、次走トラヴァーズステークスでは脚を痛めていたこともあって3着に敗れ、同レースを最後に引退。年末にはエクリプス賞年度代表馬、最優秀3歳牡馬のタイトルを獲得した。

## 種牡馬
G1競走3勝のマーケトリーなど複数のG1競走優勝馬を輩出しており活躍馬が出なかったわけではないが、当初の期待に応えたとは言い難い。日本では直仔の重賞勝利馬はいないが、ツルマルツヨシやゼネラリストなど数頭の重賞勝利馬のブルードメアサイアーであり、孫世代ではミシエロ産駒のエイシンチャンプが朝日杯フューチュリティステークスを制している。2002年12月17日、蹄葉炎による合併症により安楽死の処分が取られた。現在はマーケトリーの仔であるアータックス、スクワートルスクワートの2頭のブリーダーズカップ・スプリントの優勝馬が種牡馬としてその血を後世に伝えている。

### おもな産駒
- ワゴンリミット（ジョッキークラブゴールドカップ）
- マーケトリー（ハリウッドゴールドカップ、エディーリードハンデキャップ、メドウランズカップハンデキャップ）
- ノークエスター（ペガサスハンデキャップ）
- テイストオブパラダイス（ヴォスバーグステークス）
- コンキスタローズ（ヤングアメリカステークス）
- ミシエロ（キングスビショップステークス、本邦輸入種牡馬）
- エルモキシー（種牡馬、サイレントウィットネスの父）

## 血統表
| コンキスタドールシエロの血統（ミスタープロスペクター系 / Nasrullah 4×4=12.50%、Nearco 5×5×5=9.38%、Discovery 5×5=6.25%、Lavendula 5×5=6.25%） | コンキスタドールシエロの血統（ミスタープロスペクター系 / Nasrullah 4×4=12.50%、Nearco 5×5×5=9.38%、Discovery 5×5=6.25%、Lavendula 5×5=6.25%） | コンキスタドールシエロの血統（ミスタープロスペクター系 / Nasrullah 4×4=12.50%、Nearco 5×5×5=9.38%、Discovery 5×5=6.25%、Lavendula 5×5=6.25%） | （血統表の出典）     | （血統表の出典） |
| 父 Mr. Prospector 1970 鹿毛 | 父の父Raise a Native 1961 栗毛 | Native Dancer | Polynesian           | Polynesian       |
| 父 Mr. Prospector 1970 鹿毛 | 父の父Raise a Native 1961 栗毛 | Native Dancer | Geisha               |                  |
| 父 Mr. Prospector 1970 鹿毛 | 父の父Raise a Native 1961 栗毛 | Raise You | Case Ace             | Case Ace         |
| 父 Mr. Prospector 1970 鹿毛 | 父の父Raise a Native 1961 栗毛 | Raise You | Lady Glory           |                  |
| 父 Mr. Prospector 1970 鹿毛 | 父の母Gold Digger 1962 鹿毛 | Nashua | Nasrullah            | Nasrullah        |
| 父 Mr. Prospector 1970 鹿毛 | 父の母Gold Digger 1962 鹿毛 | Nashua | Segula               |                  |
| 父 Mr. Prospector 1970 鹿毛 | 父の母Gold Digger 1962 鹿毛 | Sequence | Count Fleet          | Count Fleet      |
| 父 Mr. Prospector 1970 鹿毛 | 父の母Gold Digger 1962 鹿毛 | Sequence | Miss Dogwood         |                  |
| 母 K D Princess 1971 黒鹿毛 | 母の父Bold Commander 1960 鹿毛 | Bold Ruler | Nasrullah            | Nasrullah        |
| 母 K D Princess 1971 黒鹿毛 | 母の父Bold Commander 1960 鹿毛 | Bold Ruler | Miss Disco           |                  |
| 母 K D Princess 1971 黒鹿毛 | 母の父Bold Commander 1960 鹿毛 | High Voltage | Ambiorix             | Ambiorix         |
| 母 K D Princess 1971 黒鹿毛 | 母の父Bold Commander 1960 鹿毛 | High Voltage | Dynamo               |                  |
| 母 K D Princess 1971 黒鹿毛 | 母の母*タミーズターン Tammy's Turn 1965 黒鹿毛                                                                                                | Turn-to | Royal Charger        | Royal Charger    |
| 母 K D Princess 1971 黒鹿毛 | 母の母*タミーズターン Tammy's Turn 1965 黒鹿毛                                                                                                | Turn-to | Source Sucree        |                  |
| 母 K D Princess 1971 黒鹿毛 | 母の母*タミーズターン Tammy's Turn 1965 黒鹿毛                                                                                                | Tammy Twist | Tim Tam              | Tim Tam          |
| 母 K D Princess 1971 黒鹿毛 | 母の母*タミーズターン Tammy's Turn 1965 黒鹿毛                                                                                                | Tammy Twist | Whirl Right F-No.8-h |                  |

- 祖母タミーズターンは本馬の出生前に社台ファームによって日本に輸入された。牝系子孫にヒットザターゲットらがいる。